# Småsjöarna, Gästrikland
Småsjöarna är en sjö i Sandvikens kommun i Gästrikland och ingår i Gavleåns huvudavrinningsområde. Sjön är 2 meter djup, har en yta på 0,08 kvadratkilometer och befinner sig 135 meter över havet.